# Евстифеев, Василий Фомич
Василий Фомич Евстифеев — советский хозяйственный и государственный деятель, лауреат Государственной премии СССР за выдающиеся достижения в труде.

## Биография
Родился в 1942 году в Магнитогорске. Член КПСС.
Окончил Магнитогорский индустриальный техникум.
В 1962—1965 годах — военнослужащий Советской армии.
В 1965—1994 годах — подручный сталевара, сталевар, мастер, старший мастер производства в мартеновском цехе № 1 Магнитогорского металлургического комбината.
Под руководством Евстифеева бригады 35-й двухванной печи достигли в 1974 году рекордной выплавки в 1,5 млн т стали.
За ускорение освоения проектных мощностей в металлургии был в составе коллектива удостоен Государственной премии СССР за выдающиеся достижения в труде 1975 года.
Почётный металлург СССР.
Умер в Магнитогорске в 2003 году.

## Награды
- Орден Трудового Красного Знамени (1977)